# Luísa Margarida da Prússia
Luísa Margarida, Duquesa de Connaught e Strathearn (nome pessoal em alemão:  Luise Margarete Alexandra Viktoria Agnes von Preußen; 25 de julho de 1860 - 14 de julho de 1917) foi uma princesa alemã e, mais tarde, um membro da família real britânica, por casamento com o príncipe Artur, Duque de Connaught e Strathearn. Ela também actuou como vice-consorte do Canadá, quando o marido serviu como Governador-geral do Canadá de 1911 a 1916.

## Início de vida e noivado
Luísa Margarida foi a terceira filha sobrevivente do príncipe Frederico Carlos da Prússia, um oficial militar popularmente conhecido como "Príncipe Vermelho" e neto do rei Frederico Guilherme III da Prússia, e da princesa Maria Ana de Anhalt-Dessau, uma talentosa musicista e pintora. Em 1878, Luísa Margarida conheceu o príncipe Artur, sétimo filho da rainha Vitória e Duque de Connaught e Strathearn. O casal ficou noivo quase imediatamente. Artur escreveu para sua mãe: "Devo dizer que a achei muito bonita".

## Casamento, filhos e viagens

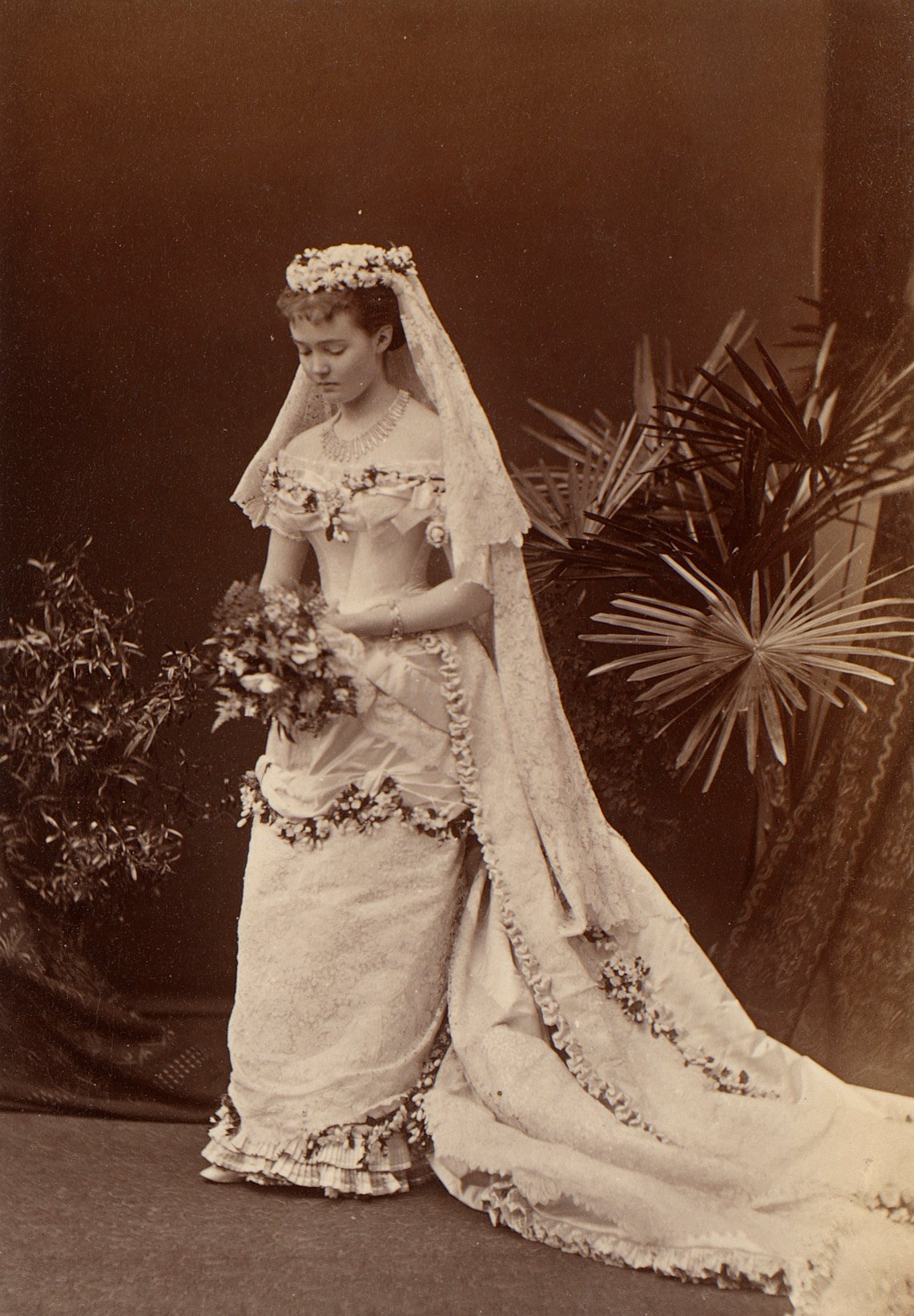
Luísa Margarida em seu casamento

Em 13 de março de 1879, Artur e Luísa Margarida se casaram na Capela de São Jorge, Windsor. Eles tiveram três filhos: Margarida (1882-1920), que se casou com o futuro rei Gustavo VI Adolfo da Suécia, Artur (1883-1938), que serviu como Governador-geral da União da África do Sul de 1920 a 1924, e Patrícia (1886-1974), que acompanhou seus pais ao Canadá e se tornou uma figura pública de destaque lá.

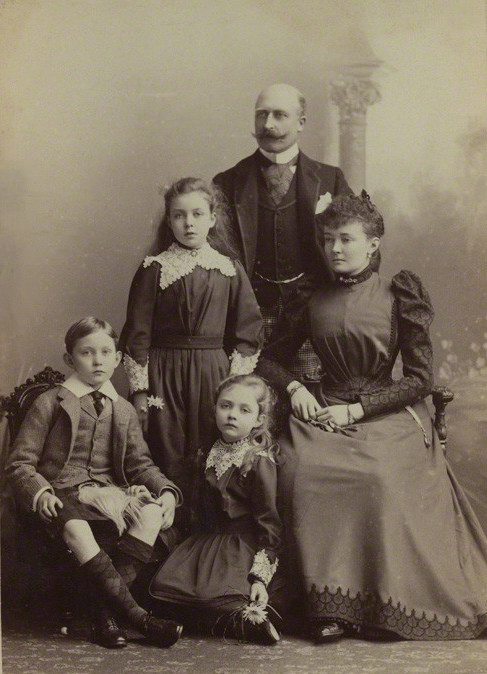
Família do príncipe Artur, Duque de Connaught e Strathearn completa

O duque teve uma longa carreira militar com postos em todo o Império Britânico e a duquesa o acompanhou em todo o mundo. Ela se tornou a primeira princesa europeia a residir na Índia e estabeleceu hospitais para mulheres com médicas e enfermeiras em Bombaim (hoje Mumbai). Em 1890, o duque e a duquesa viajaram pelo Canadá como parte de uma volta ao mundo, hospedando-se com o Governador-geral Lorde Stanley em Rideau Hall. O casal ficou impressionado com a grandiosidade das paisagens do Canadá, incluindo as Montanhas Rochosas e as Cataratas do Niágara.

## Vice-consorte do Canadá
O duque e a duquesa de Connaught e sua filha mais nova, a princesa Patrícia, de 25 anos, chegaram a Ottawa em 14 de outubro de 1911 após a posse do duque como Governador-geral na legislatura de Quebec no dia anterior. O inacabado hotel Chateau Laurier exibia faixas de boas-vindas em francês e inglês. A duquesa não ficou impressionada a princípio com Rideau Hall e escreveu em seu diário: "A primeira impressão que se tem da Casa do Governo ... não é muito grande, de fato, perguntamo-nos se cometemos um erro e chegamos a um ginásio ladeado por uma escola de equitação com uma pequena varanda conectando os dois !! ... mas então um vai para a sala de estar, o menor chamado de quarto azul, e o escritório [de Artur], todos de bom tamanho e confortáveis - o dia estava tão ensolarado que nos deu uma impressão brilhante e alegre e sinto que seremos felizes aqui."
A duquesa atuou como anfitriã em Rideau Hall e acompanhou o marido em excursões pelo país. Ela participou do primeiro Calgary Stampede em 1912. Ela visitou Nova Iorque no mesmo ano. Durante os períodos de problemas de saúde, sua filha, a princesa Patrícia, assumiu suas funções públicas.
A duquesa identificou a saúde pública como uma das primeiras prioridades de seu tempo no Canadá. Poucas semanas depois de chegar a Ottawa, ela inspecionou vários hospitais locais e ficou consternada ao encontrar condições nada higiênicas, ventilação insuficiente e pacientes com doenças contagiosas nas mesmas enfermarias dos casos cirúrgicos. Sua preocupação com a gestão e higiene hospitalar moldou seu patrocínio aos hospitais militares durante a Primeira Guerra Mundial.

## Primeira Guerra Mundial
Com a eclosão da Primeira Guerra Mundial em 1914, a duquesa estabeleceu o Fundo do Hospital da Duquesa de Connaught para arrecadar dinheiro para o estabelecimento de hospitais militares na Europa para cuidar de membros feridos da Força Expedicionária Canadense. Nancy Astor, a primeira mulher no parlamento da Grã-Bretanha, ofereceu o uso de sua residência Cliveden House (em Taplow, Inglaterra, perto do Castelo de Windsor) ao governo canadense. A Cruz Vermelha Canadense da Duquesa de Connaught foi um hospital construído no local da quadra de tênis e da pista de boliche da propriedade. A cobertura da imprensa sobre o hospital enfatizou como ele era "totalmente atualizado, completo e conveniente" com uma máquina de raio-x, laboratório, farmácia, salas de cirurgia e "um desinfetador a vapor Thresh" para garantir as condições de higiene. O hospital era um dos vários hospitais e casas de convalescença financiados pela Cruz Vermelha canadense na Grã-Bretanha e na França.
A duquesa também contribuiu para iniciativas de guerra por organizações de mulheres canadenses. Em 1914, ela doou US $ 1.000 para a iniciativa da Ordem Imperial das Filhas do Império afim de fornecer um navio-hospital totalmente equipado para o Almirantado Britânico. A duquesa finalmente assumiu o comando do fundo, que arrecadou US $ 100.000 para ambulâncias na Inglaterra e França e para o "Bloco Canadá" do Hospital de Haslar.
A duquesa estabeleceu um alto padrão de serviço público para futuras vice-consortes do Canadá. Alice Massey, esposa do futuro Governador-geral Vincent Massey, elogiou a duquesa a um dos ajudantes de campo do duque de Devonshire, afirmando: "A duquesa de Connaught era amada em todo o Canadá e era incansável nela o trabalho de guerra." Em 1916, a duquesa tornou-se Coronel-Chefe Honorário do 199º Batalhão de Infantaria Canadense (Ultramarino) (Os Rangers Canadenses Irlandeses da Duquesa de Connaught), que serviu na Primeira Guerra Mundial como parte da Força Expedicionária Canadense.

## Patrona das artes e esportes

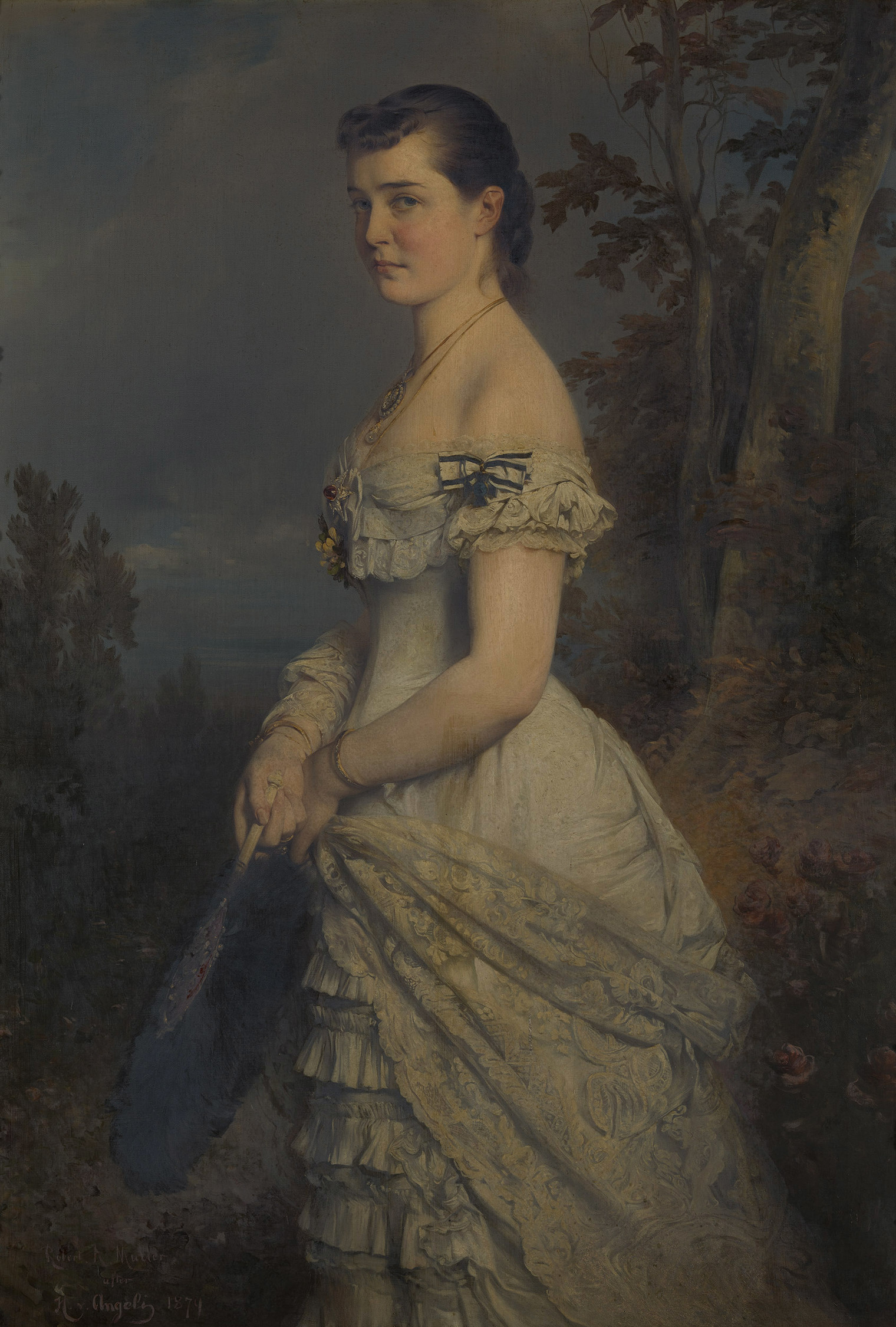
A duquesa de Connaught em retrato da Royal Collection

O duque e a duquesa de Connaught tinham um grande interesse pelas artes e as duas filhas eram pintoras talentosas. A duquesa de Connaught patrocinou exposições de arte no Canadá e apoiou o trabalho de artistas canadenses. Em 1912, ela foi a patrocinadora de uma exposição de pinturas, aquarelas, pastéis e desenhos da artista Mary Riter Hamilton no Winnipeg Industrial Bureau. A duquesa comprou três pinturas de Hamilton.
Em 1914, a duquesa tornou-se patrona da Canadian Ladies Golf Union e doou a Duchess of Connaught Gold Cup, que continua a ser o troféu da vencedora do Campeonato Amador Feminino Canadense.

## Saúde e últimos anos
A duquesa sofreu longos períodos de problemas de saúde durante seu tempo como Vice-consorte do Canadá. Em 1912, ela sofreu sintomas do que parecia ser apendicite ou peritonite enquanto estava em Quebec. Em março de 1913, ela voltou ao Reino Unido com o duque para uma operação e um período de convalescença. Ela sofreu uma recaída e exigiu uma segunda operação, o que gerou especulações de que Connaught encerraria seu mandato como Governador-geral naquele ano. No entanto, a duquesa se recuperou o suficiente para retornar ao Canadá com o marido em outubro do mesmo ano. Em 1916, o duque renunciou ao cargo de Governador-geral devido à preocupação com o impacto dos invernos canadenses na saúde de sua esposa.
Após seu retorno à Grã-Bretanha, a duquesa dedicou seus esforços para aliviar as condições enfrentadas pelos prisioneiros de guerra canadenses na Alemanha. Algumas semanas depois, ela morreu de gripe e bronquite na Casa Clarence em Londres, uma vítima da epidemia de gripe de 1917-1918.
Luísa foi o primeiro membro da família real britânica a ser cremado. A cremação foi realizada no Golders Green Crematorium, em Londres. Como o processo ainda era novo na época, suas cinzas foram veladas em um caixão de carvalho comum. Por causa da guerra, a cerimônia fúnebre foi discreta, mas contou com a presença de toda a família real, um desfile militar e foi decretado luto nacional. Após o velório, suas cinzas foram sepultadas na cripta da Capela de São Jorge, em Windsor. A decisão pela cremação foi tomada pela família real devido a falta de espaço da Cripta Real da Capela de São Jorge, que já estava cheia à época. Em 1928, seus restos mortais foram transladados para o novo Cemitério Real, em Frogmore.

## Descendentes
Luísa é ancestral direta das atuais família real sueca e família real dinamarquesa. Sua filha Margarida de Connaught casou-se com o príncipe herdeiro da Suécia, Gustavo Adolfo, que veio a se tornar rei Gustavo VI Adolfo após o falecimento de Margarida. O neto de Margarida é o atual rei reinante Carlos XVI Gustavo da Suécia (do qual Luísa é bisavó). A filha de Margarida e Gustavo Adolfo, Ingrid, casou-se com o rei Frederico IX da Dinamarca e foi mãe da atual rainha reinante Margarida II da Dinamarca e da ex-rainha Ana Maria da Grécia, consorte do ex-rei Constantino II da Grécia, deposto em 1973, sendo assim Luísa também é ancestral direta da atual família real grega no exílio.

## Títulos, honras e brasão

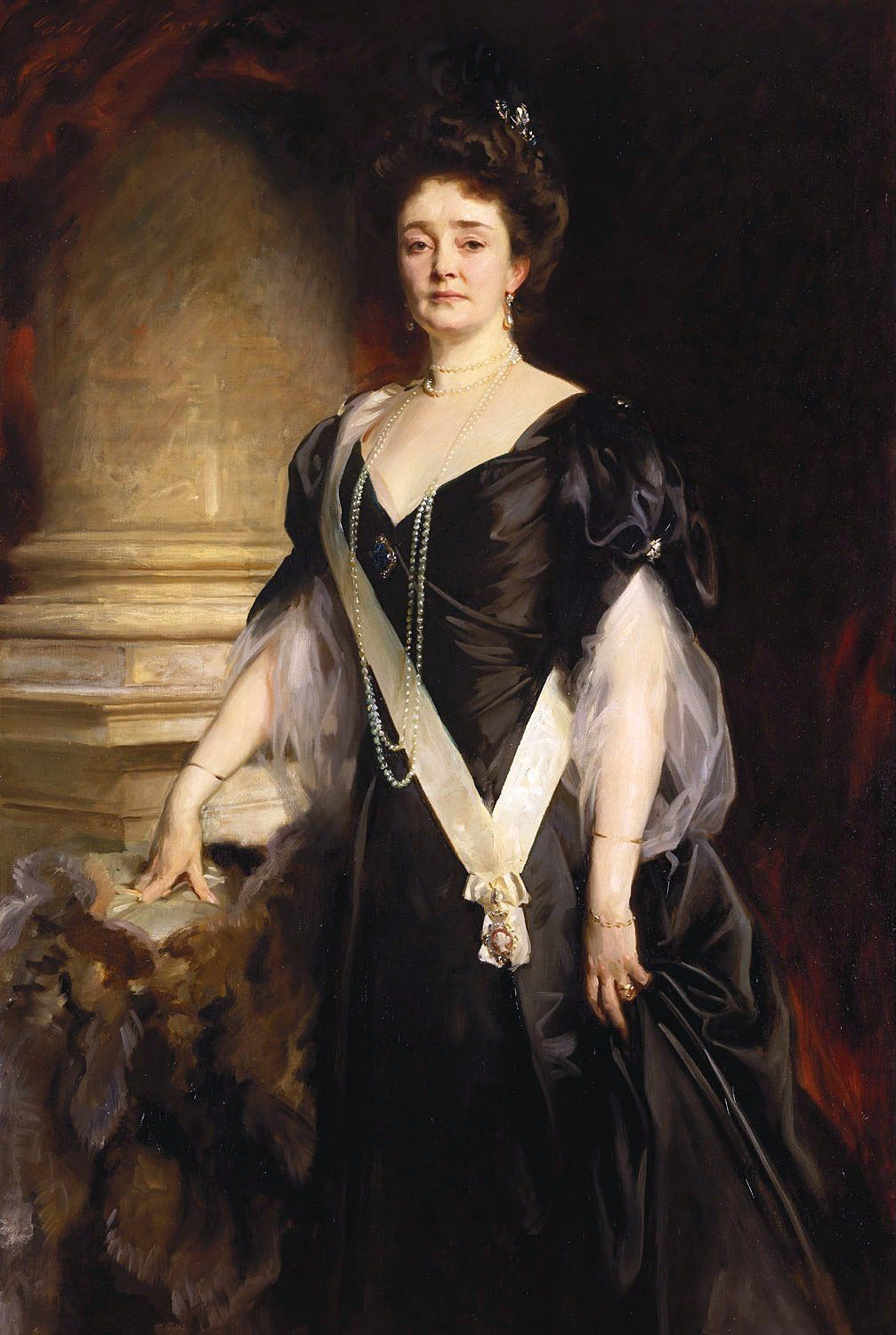
Retrato da Duquesa de Connaught ostentando a Real Ordem de Vitória e Alberto, por John Singer Sargent, 1908

### Títulos
- 25 de julho de 1860 - 13 de março de 1879: Sua Alteza Real, a Princesa Luísa Margarida da Prússia
- 13 de março de 1879 - 14 de julho de 1917: Sua Alteza Real, a Duquesa de Connaught

### Honras
- CI: Companheira da Coroa da Índia, março de 1879
- VA: Real Ordem de Vitória e Alberto (Primeira Classe), 1893
- DStJ: Dama da Justiça de São João, 1888
- RRC: Membro da Real Cruz Vermelha, 1883

Brasão da Duquesa de Connaught